# 하이지마촌
하이지마촌(拝島村)은 가나가와현, 도쿄도 기타타마군에 일찍이 존재했던 촌이다. 현재의 아키시마시 서부에 해당한다.

## 역사
- 1889년 4월 1일 - 정촌제 시행에 수반해  가나가와현 기타타마군 ,오가미촌, 후쿠지마촌, 쓰이지촌, 나카가미촌, 미야자와촌, 다나카촌, 조카와라촌, 하이지마촌이 성립하였다.
- 1893년 4월 1일 - 도쿄부에 이관되었다.
- 1902년 4월 1일 - 하이지마촌이 나카가미촌에서 독립하여 당시의 촌을 포함한 7촌이 되었다.
- 1943년 7월 1일 - 도쿄도로 승격되었다.
- 1954년 5월 1일 - 쇼와정과 합병해, 아키시마시가 성립하여, 동일 하이지마촌은 폐지되었다.

## 교통

### 철도
- 국철 (→ JR동일본)
  - 오메 선
  - 하치코 선
  - 이쓰카이치 선

세이부 하이지마선은 지자체가 합병후 1968년에 개업하였다.

### 도로
- 오쿠타마 가도